# Behauptung
Eine Behauptung ist ein Sprechakt, bei dem eine Aussage in Form einer Assertion mit dem Wunsch auf Zustimmung getätigt wird. Eine Behauptung beansprucht Geltung für den Inhalt der getätigten Aussage, bzw. des geäußerten Urteils.
Behauptungen im Bereich der Wissenschaften werden auch als Hypothesen bezeichnet. Sie bleiben solange unbewiesen, bis sie verifiziert oder falsifiziert werden. Behauptungen, sofern sie öffentlich aufgestellt werden, so dass eine interessierte Öffentlichkeit sie zur Kenntnis nehmen kann, insbesondere normative und politische Behauptungen, werden als Thesen (des Behauptenden) bezeichnet.
Mit einer Behauptung verfolgt jemand den Zweck, von ihm formulierte Meinungen oder einen bestimmten Sachverhalt zu äußern, um damit einen bestimmten Adressatenkreis zu beeinflussen.

## Recht
Die Behauptung ist im Zivilprozessrecht eine Aussage, welche den zureichenden Grund für ihre Gewissheit nicht äußerlich erkennbar an sich trägt, deshalb ungewiss ist und des Beweises bedarf. Beweis ist in diesem Sinne der zureichende Grund für die Gewissheit (Wahrheit) einer Behauptung. Unstreitig sind alle Behauptungen, die der Gegner zugesteht oder nicht bestreitet, sie stehen als Beweis fest (§ 138 Abs. 3 ZPO). Eine Partei bestreitet im Zivilprozess, wenn sie zu verstehen gibt, dass die Behauptung des beweisbelasteten Gegners falsch sei. Häufig behauptet eine Partei Tatsachen, über die sie eine genaue Kenntnis nicht haben kann, die sie aber nach Lage der Verhältnisse für wahrscheinlich oder möglich hält. Von Rechts wegen ist sie grundsätzlich nicht gehindert, solche Behauptungen in den Prozess einzuführen und eine Beweisaufnahme darüber zu erwirken. Eine Behauptung ist nach § 138 Abs. 1 ZPO erst dann unbeachtlich, wenn das Gericht zu der Überzeugung gelangt, dass die Partei selbst nicht an ihre Richtigkeit glaubt oder das Gericht sie für eine willkürliche, ohne greifbare Anhaltspunkte ausgesprochene Vermutung halt, die Behauptung also nach Auffassung des Gerichts „ins Blaue hinein“ aufgestellt worden ist. Behauptungslast ist die Last einer Partei, im Prozess so viele Tatsachen zu behaupten, als sie zum Prozesssieg braucht. Behauptet sie zu wenig, ist die Klage oder Verteidigung nicht schlüssig. Die Beweislast wiederum liegt bei der Partei, die den Hauptbeweis führen muss und streitige Tatsachen behauptet hat. Daraus entwickelte sich der Grundsatz „wer behauptet, muss es auch beweisen“.
Stehen im Zivilprozess die Aussagen der streitenden Parteien in Widerspruch zueinander, so sind in der Regel Zeugenaussagen von großer Bedeutung. Fehlt es jedoch an Zeugen oder können die Aussagen nicht mittels einer Vernehmung bewiesen werden, steht es dem Richter zu, den Behauptungen und Angaben einer Partei auch ohne Zeugen zu glauben. Dies eröffnet sowohl Klägern als auch Beklagten die Möglichkeit, eine richterliche Würdigung des Wahrheitsgehalts der eigenen Aussagen zu erlangen. Denn dem Tatrichter ist es nach § 286 ZPO grundsätzlich erlaubt, allein aufgrund des Vortrags der Parteien und ohne Beweiserhebung festzustellen, „was für wahr und was für nicht wahr zu erachten ist.“
Stuft ein Gericht einen Parteivortrag als „unsubstantiiert“ ein, obwohl dieser objektiv betrachtet nicht unsubstantiiert war, so liegt darin eine Verletzung des Anspruchs auf rechtliches Gehör, wodurch das Urteil an einem Rechtsfehler leidet und angreifbar ist. Es entspreche ständiger Rechtsprechung, dass der Parteivortrag dann hinreichend substantiiert sei, wenn die Partei Tatsachen anführe, die in Verbindung mit einem Rechtssatz geeignet sind, das geltend gemachte Recht als in ihrer Person entstanden erscheinen zu lassen. Der Pflicht zur Substantiierung ist nur dann nicht genügt, wenn das Gericht aufgrund der Darstellung nicht beurteilen kann, ob die gesetzlichen Voraussetzungen der an eine Behauptung geknüpften Rechtsfolgen erfüllt sind.
Im Strafrecht kennt man bei Äußerungsdelikten die Tatsachenbehauptung. Sie bezieht sich auf objektive Umstände in der Wirklichkeit, die dem Beweis vor einem Gericht zugänglich sind, also etwa durch Urkunden, Zeugen oder Sachverständige bestätigt oder widerlegt werden können. Im Strafprozess besteht die Maxime des römischen Rechts, dass die Beweispflicht beim Ankläger liegt (lateinisch necessitas probandi incumbit ei qui agit). Beweisen heißt im Sinne der Kriminalistik, dem beurteilenden Gericht einen Sachverhalt durch jedermann überzeugende und beliebig oft reproduzierbare Fakten so darzustellen, dass ein vernünftiger Zweifel an dem von den Strafverfolgungsorganen bei vorläufiger Tatbewertung angenommenen Tatgeschehen nicht möglich ist.
Entscheidend in allen Rechtsgebieten ist, ob und inwieweit eine aufgestellte Behauptung als Indiz gelten darf oder einen noch höheren Gewissheitsgrad erreicht. Behauptet der bestohlene B, dass der Dieb D ihm widerrechtlich etwas weggenommen habe, so ist das Auffinden des Tatobjekts beim D ein Indiz für die Richtigkeit dieser Behauptung. Behauptet nun aber D, dass B ihm die Sache geliehen, geschenkt oder verkauft habe, wird dieses Indiz neutralisiert. Es liegt nun an den Beweisen, die B und D vorbringen, wer recht hat.

## Mathematik
In der Mathematik bedarf die Behauptung ebenfalls eines Beweises, bevor sie den Status einer Regel oder eines Satzes bekommt. Die Behauptung „das Quadrat einer ungeraden Zahl ist ebenfalls ungerade“ wird dabei durch die ungerade Zahl {\displaystyle n} in der Form
{\displaystyle n=2m+1}
dargestellt, wobei {\displaystyle m} eine ganze Zahl ist. Für das Quadrat gilt dann als Beweis
{\displaystyle n^{2}=(2m+1)^{2}=4m^{2}+4m+1=2(2m^{2}+2m)+1}.
Aufgrund dieser Darstellung ist {\displaystyle n^{2}} ebenfalls ungerade, wobei die Behauptung aus der Binomischen Formel hergeleitet ist.

## Naturkunde
Eine der klassischen Behauptungen in der Naturwissenschaft ist die über die Erdscheibe aus dem 6. Jahrhundert vor Christus, die unter anderem auf Hekataios von Milet zurückgeht. Aristoteles gab in seiner Schrift Über den Himmel aus dem 4. Jahrhundert v. Chr. drei Gründe für die Kugelgestalt der Erde an, Plinius der Ältere († 79) übernahm die Auffassung von Aristoteles und ergänzte sie aus eigener Beobachtung. Seit jener Zeit galt die Behauptung der Erdscheibe als widerlegt.

## Argumentationstheorie
Beim Argumentieren wird in der Rhetorik eine Behauptung üblicherweise begründet und Einwände gegen mögliche Gegenpositionen dargelegt. Die Behauptung ist durch Argumente zu begründen, einer Abfolge von Aussagen, die aus einer oder mehreren Prämissen und einer Konklusion besteht.
Behauptungen erfordern also stets sie stützende Argumente oder Beweise, um in den höheren Status der Richtigkeit, Tatsache oder Wahrheit aufzusteigen. Reichen die Argumente/Beweise nicht aus (sie sind juristisch „nicht substantiiert“) oder fehlen sie ganz, verbleiben sie als unbewiesene Behauptungen.